# Hepatoxylon megacephalum
Hepatoxylon megacephalum är en plattmaskart som först beskrevs av Rudolphi 1819.  Hepatoxylon megacephalum ingår i släktet Hepatoxylon och familjen Hepatoxylidae. Inga underarter finns listade i Catalogue of Life.